# 陸範
陸範（1469年—？年），字洪叔，南直隶常州府武進縣人，軍籍。

## 生平
治《詩經》，行六，由國子生中式弘治十七年（1504年）甲子科應天府鄉試第六十三名舉人，正德三年（1508年）戊辰科會試第一百五名，第三甲第一百二十三名進士。官禮部主事。

## 家族
曾祖陸朝宗。祖父陸淵，教谕赠户部郎中。父陸愷，户部郎中。前母徐氏，贈宜人；母蕭氏，封宜人。慈侍下，兄陸簡，詹事兼翰林院侍读学士贈礼部右侍郎。陸節，户部主事；陸筌，贡士；陸策；陸篪，義官。